# Club de Fútbol Fuenlabrada
El Club de Fútbol Fuenlabrada es un club de fútbol ubicado en la ciudad de Fuenlabrada, Comunidad de Madrid (España). Fue fundado en 1975 y jugará en la Segunda Federación tras su descenso en la temporada 2024-25.

## Historia
El actual equipo se fundó en 1975 gracias a la fusión del Club de Fútbol San Esteban, fundado en 1971 y la Agrupación Deportiva Fuenlabrada creada en 1974. La nueva entidad ocupó el estadio municipal de La Aldehuela y su primer presidente fue Juan Francisco Polidura. Comenzó a jugar en las categorías regionales y, en paralelo al despegue económico de la localidad, fue subiendo categorías hasta que en la temporada 1985/86 certificó el ascenso a Tercera División.
Tras un debut complicado, el club invirtió en su plantilla y mejoró los resultados en la competición, hasta que en la temporada 1989/90 finalizó en segunda posición. En su primer intento no subió porque perdió una eliminatoria frente al Club Deportivo Móstoles. Al año siguiente repitió puesto y en la campaña 1992/93 consiguió ser campeón de grupo, pero en ninguno de esos intentos logró superar la fase de ascenso. Finalmente, subió a Segunda División "B" en la temporada 1993/94 en la que quedó segundo en la temporada regular y ganó su grupo de promoción empatado a puntos con el Bergantiños F. C. pero con mejor diferencia general de goles.
El Fuenlabrada se mantuvo en Segunda División "B" durante siete temporadas consecutivas, desde 1994 hasta 2001, en las que su mejor posición fue un sexto lugar en el año 1996/97. En ese periodo se produjo también la transformación de la entidad en una sociedad anónima deportiva. Después de descender en la campaña 2000/01, permaneció dos temporadas en el grupo madrileño de Tercera División. En el año 2002/03 fue tercero en la temporada regular, pero ascendió tras imponerse en la fase final al Rápido de Bouzas. En su segunda etapa en la categoría de bronce permaneció cinco años, desde 2003 hasta 2008.
El 1 de septiembre de 2011 se inauguró el nuevo campo de la ciudad, el Estadio Fernando Torres con capacidad para 2000 espectadores. Tras varios intentos, el Fuenlabrada certificó su ascenso en la temporada 2011/12 como campeón de grupo; aunque perdió en el primer intento frente al Club Deportivo Marino en la eliminatoria entre líderes, aprovechó su segunda opción y se impuso al C. C. D. Cerceda y el Coria C. F.
En la Copa del Rey 2017-18 empató 2-2 contra el Real Madrid en el Estadio Santiago Bernabéu con los goles de Luis Milla Manzanares y Álvaro Portilla por parte del Fuenlabrada, siendo el único equipo de la tercera categoría del fútbol español que no cae derrotado en el feudo madridista en un enfrentamiento de Copa del Rey. La marcha de Milla al Club Deportivo Tenerife frenó el vertiginoso ritmo del equipo en la temporada liguera. Esa campaña, caerían eliminados en la segunda eliminatoria del playoff de ascenso ante el filial del Villarreal Club de Fútbol, siendo hasta ese momento su mejor resultado histórico.
En la temporada 2018-19 fue campeón de grupo por primera vez de la Segunda División B de la mano del entrenador Mere Hermoso. Gracias a ello se clasificó para el playoff de campeones por el ascenso, donde el sorteo decidió que se enfrentase al Recreativo de Huelva, al cual superó con un 3-0 en la ida y un empate 1-1 en Huelva, consiguiendo su primer ascenso a Segunda División. Remató la temporada proclamándose campeón de Segunda División B tras superar al Racing de Santander en la final.
Sorprendió en la temporada de su debut en la categoría de plata, llegando a la última jornada dependiendo de sí mismos para entrar en el playoff de ascenso a Primera pero no pudo ser ya que perdió en la última jornada contra el Deportivo de la Coruña por 2-1, acabando la temporada de su debut en octava posición. En la temporada 2021/22 descendió de categoría.

## Uniforme
- Uniforme titular: Camiseta azul, pantalón azul y medias azules.

- Uniforme alternativo: Camiseta blanca, pantalón negro y medias blancas.

- Uniforme tercero: Camiseta naranja, pantalón blanco y medias naranjas.

## Estadio

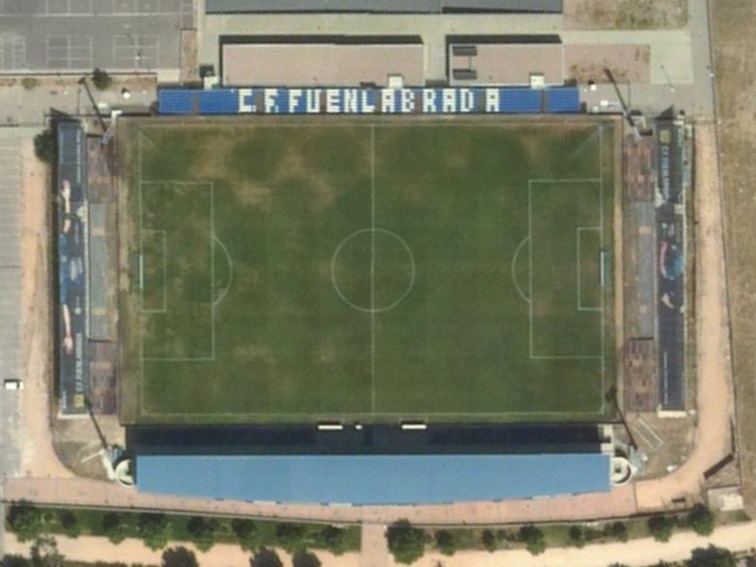
Vista aérea del Estadio Fernando Torres, en Fuenlabrada (España)

El campo donde el Club de Fútbol Fuenlabrada disputa sus partidos como local es el Estadio Fernando Torres, con capacidad para 6000 espectadores y césped natural. Está compuesto por una grada lateral con capacidad para 1200 personas, flanqueada por dos gradas supletorias en los fondos. Se encuentra en la Ciudad Deportiva Oeste. Fue inaugurado el 1 de septiembre de 2011 con el Trofeo Villa de Fuenlabrada frente al Atlético de Madrid. Dada la gran afluencia de público para partidos de play-off o para Copa del Rey el estadio amplía en ocasiones la capacidad hasta los 7500 espectadores.
El recinto se llama así en honor a Fernando Torres, futbolista internacional por la selección española y natural de Fuenlabrada.
Desde 1975 hasta 2011 jugó en el Campo de La Aldehuela, que actualmente sirve para entrenamientos y encuentros de otros clubes.

## Datos del club
A lo largo de su historia, el Fuenlabrada CF ha conseguido 3 temporadas en Segunda División de España.
- Temporadas en 2ª: 3 
  - Mejor clasificación en 2ª división: 8.°
- Temporadas en 2ªB: 18
  - Mejor clasificación en 2ª división B: 1.º (2018-19)
- Temporadas en 3ª: 14
  - Peor clasificación en Tercera División: 18.º (1986-87)
- Temporadas en Copa del Rey: 10 incluida 2019-20

### Trayectoria
| Temporada   | División   | Puesto | Copa del Rey                                         |
| ----------- | ---------- | ------ | ---------------------------------------------------- |
| desde 75-76 | Regionales |        |                                                      |
| hasta 85-86 | Regionales | 1.º    |                                                      |
| 1986-87     | 3.ª        | 18.º   |                                                      |
| 1987-88     | 3.ª        | 6.º    |                                                      |
| 1988-89     | 3.ª        | 5.º    |                                                      |
| 1989-90     | 3.ª        | 2.º    |                                                      |
| 1990-91     | 3.ª        | 2.º    | 2.ª Ronda (2-0 y 0-3 vs. RSD Alcalá)                 |
| 1991-92     | 3.ª        | 10.º   | 1.ª Ronda (1-1 y 1-2 vs. CD Leganés)                 |
| 1992-93     | 3.ª        | 1.º    |                                                      |
| 1993-94     | 3.ª        | 2.º    |                                                      |
| 1994-95     | 2ªB        | 16.º   | 2.ª Ronda (0-1 y 0-3 vs. Gimnástic de Tarragona)     |
| 1995-96     | 2ªB        | 11.º   |                                                      |
| 1996-97     | 2ªB        | 6.º    |                                                      |
| 1997-98     | 2ªB        | 9.º    |                                                      |
| 1998-99     | 2ªB        | 8.º    |                                                      |
| 1999-00     | 2ªB        | 13.º   |                                                      |
| 2000-01     | 2ªB        | 16.º   |                                                      |
| 2001-02     | 3.ª        | 5.º    |                                                      |
| 2002-03     | 3.ª        | 3.º    |                                                      |
| 2003-04     | 2ªB        | 9.º    |                                                      |
| 2004-05     | 2ªB        | 16.º   |                                                      |
| 2005-06     | 2ªB        | 6.º    |                                                      |
| 2006-07     | 2ªB        | 10.º   | 2.ª Ronda (0-2 vs. CD Portuense)                     |
| 2007-08     | 2ªB        | 18.º   |                                                      |
| 2008-09     | 3.ª        | 10.º   |                                                      |
| 2009-10     | 3.ª        | 5.º    |                                                      |
| 2010-11     | 3.ª        | 7.º    |                                                      |
| 2011-12     | 3.ª        | 1.º    |                                                      |
| 2012-13     | 2.ª B      | 6.º    | 1.ª Ronda (0-2 vs. Real Oviedo)                      |
| 2013-14     | 2.ª B      | 6.º    | 2.ª Ronda (1-1 (3-4 p) vs. Xerez CD)                 |
| 2014-15     | 2ªB        | 11.º   | 2.ª Ronda (1-4 vs. RB Linense)                       |
| 2015-16     | 2ªB        | 11.º   |                                                      |
| 2016-17     | 2ªB        | 3.º    | Final (Copa Federación) (0-3 vs. Atlético Saguntino) |
| 2017-18     | 2ªB        | 3°     | 1/16 de final (2-4 vs. Real Madrid CF)               |
| 2018-19     | 2ªB        | 1.º    | 2.ª Ronda (1-1 (4-5 p) vs. Cultural Leonesa)         |
| 2019-20     | 2.ª        | 8.º    | 2.ª Ronda (0-0 (4-5 p) vs. Recreativo de Huelva)     |
| 2020-21     | 2.ª        | 11.º   | 1/16 de final (1-1 (2-4 p) vs. Levante UD)           |
| 2021-22     | 2.ª        | 21.º   | 1/16 de final (0-1 vs. Cádiz Club de Fútbol)         |
| 2022-23     | 1.ª RFEF   | 11.º   | 2.ª Ronda (0-2 vs. CD Coria)                         |
| 2023-24     | 1.ª RFEF   | 14.º   |                                                      |

```
LEYENDA

 :Ascenso de categoría

 :Descenso de categoría

 :Descenso administrativo
```

## Organigrama deportivo

### Plantilla y cuerpo técnico
- En 1.ª y 2.ª desde la temporada 1995-96 los jugadores con dorsales superiores al 25 son, a todos los efectos, jugadores del filial y como tales, podrán compaginar partidos con el primer y segundo equipo. Como exigen las normas de la LFP, los jugadores de la primera plantilla deberán llevar los dorsales del 1 al 25. Del 26 en adelante serán jugadores del equipo filial.
- Como exigen las normas de la RFEF desde la temporada 2019-20 en 2.ªB y desde la 2020-21 para 3.ª, los jugadores de la primera plantilla deberán llevar los dorsales del 1 al 22, reservándose los números 1 y 13 para los porteros y el 25 para un eventual tercer portero. Los dorsales 23, 24 y del 26 en adelante serán para los futbolistas del filial, y también serán fijos y nominales.

- Los equipos españoles están limitados a tener en la plantilla un máximo de tres jugadores sin pasaporte de la Unión Europea. La lista incluye solo la principal nacionalidad de cada jugador; algunos de los jugadores no europeos tienen doble nacionalidad de algún país de la UE:
  - Marcos Mauro posee la doble nacionalidad argentina y española.
  - Bilal Ouacharaf posee la doble nacionalidad marroquí y española.
  - Jeevan Chang-Sang posee la doble nacionalidad canadiense e inglesa.
  - Cedric Omoigui posee la doble nacionalidad nigeriana y española.

- Lass Sangaré no cuenta como extracomunitario por el Acuerdo de Cotonú.

## Palmarés

### Campeonatos nacionales
- Campeonato Absoluto de Segunda División B de España (1): 2018-19.[6]
- Segunda División B de España (1): 2018-19 (Grupo I).[7]
- Tercera División de España (2): 1992-93 (Grupo VII)[8] y 2011-12 (Grupo VII).[9]
- Subcampeón de Tercera División de España (3): 1989-90 (Grupo VII),[10] 1990-91 (Grupo VII)[11] y 1993-94 (Grupo VII).[12]
- Subcampeón de la Copa RFEF (1): 2016-17.[13]

### Campeonatos regionales
- 1.ª Regional Ordinaria Castellana (1): 1981-82 (Grupo 2).[14]
- Copa RFEF (Fase Regional de Madrid) (1): 2016-17.[15]
- Copa RFFM Comunidad de Madrid (1): 1995-96.[16]
- Subcampeón de la 1.ª Regional Preferente Castellana (1): 1985-86 (Grupo 1).[17]
- Subcampeón de la 3.ª Regional Preferente Castellana (1): 1976-77 (Grupo 4).[18]
- Subcampeón de la Copa RFEF (Fase Regional de Madrid) (1): 2024-25.[19]

### Trofeos amistosos
- Trofeo Puchero (1): 1983.
- Trofeo Ayuntamiento de Tomelloso (3): 1997, 1998 y 2000.
- Trofeo Ciudad de Ávila (1): 1998.[20]
- Trofeo Puerta de Toledo (1): 2004.
- Trofeo Fiestas de Fuenlabrada (6): 2015,[21] 2016,[22] 2017,[23] 2018[24] 2019[25] y 2022.[26]
- Trofeo Cervantes (1): 2019.[27]
- Memorial Ángel Carrizo (1): 2024.

### Otras distinciones
- Premio Nacional La Futbolteca.com: Club Revelación 2018-19.[28]

### Palmarés del C. F. Fuenlabrada "B"
Campeonatos regionales
- Primera Regional de Madrid (1): 2019-20 (Grupo 4).[29]
- Segunda Regional de Madrid (1): 2016-17 (Grupo 8).[30]
- Tercera Regional de Madrid (1): 2015-16 (Grupo 11).[31]
- Subcampeón de la Primera Regional de Madrid (1): 2017-18 (Grupo 4).[32]